# Applicat-Prazan
Applicat-Prazan est une galerie d'art parisienne installée depuis 1993 rue de Seine à Saint-Germain-des-Prés,

## Histoire
La galerie est créée sur l’initiative du collectionneur Bernard Prazan. Depuis 2004, son fils, Franck Prazan dirige la galerie. Ancien directeur général de Christie’s en France, et responsable à ce titre de son installation avenue Matignon à Paris, il avait alors transformé un simple bureau de représentation en une véritable maison de vente.
Un second espace a vu le jour en 2010, toujours à Paris, 14 avenue Matignon.
En 2016, Applicat-Prazan participe à la foire Art Basel Hong Kong, où elle présente des tableaux de Zao Wou-Ki, de Nicolas de Staël et de Georges Mathieu,.
Pour sa première participation au secteur Galleries d'Art Basel, Applicat-Prazan a réuni pour l'édition 2016 un ensemble exceptionnel de tableaux de l'après-guerre,.
En 2017, Applicat-Prazan a été sélectionnée pour vendre deux tableaux pour le compte du Museum of Modern Art, New York (MoMA),
En 2023, à l’occasion de son 30ème anniversaire la galerie a présenté lors de l’édition Paris + par Art Basel un solo show dédié au peintre français Jean Hélion avec 7 tableaux d’exception.

## Activités
La galerie présente les grands peintres européens de l'après-guerre :  Jean Dubuffet, Maurice Estève, Jean Fautrier, Hans Hartung, Jean Hélion, Wifredo Lam, Alberto Magnelli, Alfred Manessier, André Masson, Georges Mathieu, Serge Poliakoff, Jean-Paul Riopelle, Pierre Soulages, Nicolas de Staël, Maria Elena Vieira da Silva et Zao Wou-Ki.
La galerie participe à artgenève, Tefaf Maastricht, Tefaf New York Spring, Art Basel, Paris + par Art Basel, et Fine Arts Paris & La Biennale.
La galerie Applicat-Prazan adhère au Syndicat national des antiquaires et au Comité professionnel des galeries d’art.
La galerie est dirigée par Franck Prazan, spécialiste de l'École de Paris des années 1950 et des artistes tels que Jean-Michel Atlan, Pierre Soulages, Serge Poliakoff ou Nicolas de Staël. Il est le frère aîné de l'historien Michaël Prazan. Il occupe la direction générale de Christie's France de 1996 à 2004. Il prend la succession de son père Bernard Prazan à la tête de la galerie Applicat-Prazan en 2004.

## Expositions
- Soulages, œuvres majeures (1996)
- Grands peintres, petits formats (1999)
- L’École de Paris des années 1950 en l’An 2000 (2000)
- Schneider (2001)
- Estève, Freundlich, Poliakoff : Trois grands coloristes (2001)
- Estève, aquarelles et fusains (2003)
- Schneider (2006)
- Mes années 50, collection Alain Delon[16] (2007)
- Présence, Silences, hommage à Geer van Velde (2007)
- Poliakoff (2008)
- Atlan (2008)
- Dialogues autour de Pierre Soulages[17] (2009)
- Atlan, les détrempes (2010)
- Pincemin (2010)
- Panorama Jean Fautrier (2010)
- 14 Matignon (2011)
- André Masson (2012)
- Alfred Manessier, Tours, Favellas et autres œuvres monumentales (2012)
- Maurice Estève, Œuvres sur papier (2013)
- Serge Poliakoff, Exposition des 20 ans de la galerie (2013)
- Georges Mathieu, Peintures 1948-1959[ (novembre-décembre 2014)
- Maurice Estève, Peintures 1929 -  1994 (2015)
- Zoran Music (2016)
- Le grand Œil, de Michel Tapié (2018)
- Justice! deux chefs-d’œuvre de Roger-Edgar Gillet (2019)
- BBB (2019)
- "Georges Mathieu, Peintures 1951-1962" (2022)
- Jean Hélion, le Florilège (octobre-décembre 2023)
- Camille Bryen, aux racines de l'informel (novembre-décembre 2024)